# Złota Baba
Na mitologia polonesa, Złota Baba é uma deusa chamada "Mulher Dourada". Ela recebeu muitos sacrifícios e deu oráculos, representados em ouro.
Outros nomes para ela são Zhywa (Zywa) ou Zhywie (Zywie) na Polônia, Zaleta, Jezy-Baba, e Baba-Jedza (que corresponde ao Baba Yaga russo). Há lugares na Polônia e Eslováquia que seus nomes de Złota Baba incluem Babia Gora, Babi Jar ou Babiec.